# Безвил
Безвил (фр. Beuzeville) насеље је и општина у северној Француској у региону Горња Нормандија, у департману Ер која припада префектури Берне.
По подацима из 2011. године у општини је живело 4.293 становника, а густина насељености је износила 184,65 становника/km². Општина се простире на површини од 23,25 km². Налази се на средњој надморској висини од 129 метара (максималној 146 m, а минималној 48 m).

## Демографија
| 1962. | 1968. | 1975. | 1982. | 1990. | 1999. | 2011. |
| ----- | ----- | ----- | ----- | ----- | ----- | ----- |
| 2.360 | 2.392 | 2.415 | 2.534 | 2.702 | 3.097 | 4.293 |

График промене броја становника у току последњих година